# جسر بوميبول
جسر بوميبول (بالتايلندية: สะพานภูมิพล)‏، المعروف أيضا باسم جسر الطريق الدائري الصناعي (بالتايلندية: สะพานวงแหวนอุตสาหกรรม)‏ هو جزء من الطريق الدائري الصناعي الذي يربط بين جنوب بانكوك مع محافظة ساموت براكان. يعبر الجسر فوق نهر تشاو فرايا مرتين  بامتدادين كبيرين مدعمين بالكابلات بأطوال 702م و582م، ومدعمين أيضاً بزوج من الأبراج ماسية الشكل بارتفاعات 173م و164م. عند التقاء الامتدادين يلتقي بهم طريق ثالث بتقاطع ذي تدفق حر معلق على ارتفاع 50 مترا فوق سطح الأرض.
تم افتتاح الجسر للمرور في 20 سبتمبر 2006، قبل تاريخ الافتتاح الرسمي في 5 ديسمبر من نفس العام، والطريق جزء من طريق بانكوك الدائري الصناعي ضمن خطة بدأها الملك بوميبول أدولياديج تهدف لحل مشاكل المرور داخل بانكوك والمناطق المحيطة بها، خاصة المنطقة الصناعية حول ميناء بانكوك حنوب المدينة ومحافظة ساموت براكان.
ووفقًا للتقاليد، تسمى جميع الجسور فوق نهر تشاو فرايا في بانكوك على اسم أحد أعضاء العائلة المالكة.[بحاجة لمصدر]، وفي أكتوبر 2009 تم أعلان تسمية كل الجسور باسم الملك بوميبول أدولياديج، فتمت تسمية الجسر الشمالي رسميًا بـ«بوميبول 1» والجسر الجنوبي بـ«بوميبول 2» واستخدم اسم «جسر ميجا» أيضًا على نطاق واسع.

## الهيكل
- جسر بوميبول 1 هو الجسر الشمالي الذي يربط بين منطقة يان نوى ببانكوك ومنطقة فرا برادانج بساموت براكان. يتكون الجسر من 7 حارات مدعم بالكوابل مع زوج من الأعمدة العالية، ويتكون الهيكل  من الخرسانة المسلحة بارتفاع 50 متر فوق مستوى المياه.
- جسر بوميبول 2 هو الجسر الجنوبي وهيكله تقريبا نفس هيكل بوميبول 1 ذي الـ7 حارات والبرجين وبهيكل خرساني بارتفاع 50 م فوق مستوى النهر.

## وصلات خارجية
- خريطة
- جسر بوميبول  على موقع ستركتر

1 على موقع ستركتر
- جسر بوميبول  على موقع ستركتر

2 على موقع ستركتر